# Komma
Das Komma (bundesdeutsches und Schweizer Hochdeutsch, von altgriechisch κόμμα kómma, deutsch ‚Einschnitt, Abschnitt, Glied eines Satzes‘; Pl. Kommata oder auch Kommas) bzw. der Beistrich (österreichisches Hochdeutsch) wird als Satzzeichen und Trennzeichen verwendet. In Österreich heißt das Trennzeichen »Komma«, das Satzzeichen jedoch »Beistrich«. Als Trennzeichen wird das Komma in vielen Ländern als Dezimaltrennzeichen bei Zahlen oder beim Separieren von Daten und Werten benutzt. Als Satzzeichen bewirkt das Komma eine schwächere Trennung als das Semikolon und der Punkt.

## Begriffsgeschichte
Komma leitet sich vom Altgriechischen κóμμα (kómma) = Einschnitt, Abschnitt her, daher kommt auch der Plural Kommata. Die heutige Form des Kommas ist auf den Drucker und Typografen Aldus Manutius (gest. 1515) zurückzuführen, der es mit der Einführung weiterer Satzzeichen aus der Virgel entwickelte.
Philipp von Zesen (gest. 1689) deutschte den Begriff Komma mit Beistrich ein. Das Wort wurde bzw. wird u. a. von Bertolt Brecht, in älteren Duden-Ausgaben und selbst in neueren Werken verwendet; dennoch wird in Deutschland und in der Schweiz „Beistrich“ eher selten verwendet, während das Wort in Österreich weiterhin gebräuchlich ist.

## Als Satzzeichen
Beim Schreiben dient das Komma zur Strukturierung des Satzes und trennt bestimmte Elemente voneinander: So werden im Deutschen Kommas zwischen Hauptsätzen und Nebensätzen, aber auch zwischen einzelnen Elementen einer Aufzählung gesetzt. Ebenso werden Beisätze (Appositionen) und Nachstellungen durch Kommas vom Rest des Satzes abgetrennt.
Das Komma trägt zur Verständlichkeit und besseren Lesbarkeit von Texten bei, da im Gegensatz zur gesprochenen Rede die Sprachmelodie auf dem Papier verloren geht. So ist folgender Satz ohne Kommas beim ersten Lesen verwirrend, weil er einen starken Holzwegeffekt erzeugt: „Manfred las das Buch auf den Knien der Tochter eine Gute-Nacht-Geschichte vor.“ Erst mit der Kommasetzung wird der Satz verständlich bezüglich der Frage, auf wessen Knien das Buch nun liegt: „Manfred las, das Buch auf den Knien, der Tochter eine Gute-Nacht-Geschichte vor.“ Ein eingängigeres Beispiel für die verschiedenen möglichen Bedeutungen, die durch die Kommas gesteuert werden, ist: „Manfred las das Buch auf den Knien zu Ende.“ und „Manfred las, das Buch auf den Knien, zu Ende.“ Im ersten Satz liest Manfred das Buch bis ganz zum Schluss, während er selbst kniet. Im zweiten Satz liest Manfred einen Abschnitt, aber nicht zwingend das ganze Buch, zu Ende, während das Buch dabei auf Manfreds Knien liegt.
Ein anderes Beispiel für einen Doppelsinn gibt eine fiktive Kurzgeschichte. Ein Verbrecher soll gehängt werden, doch der König erfährt durch einen Boten in letzter Sekunde, dass der Todgeweihte unschuldig ist. Nun richtet er eine Nachricht an den Scharfrichter, die Nachricht heißt: „Wartet nicht, hängen!“ Der Scharfrichter erhält die Nachricht und hängt den Unschuldigen zur Empörung des Königs. Dieser hatte einen Beistrichfehler gemacht, er wollte eigentlich schreiben: „Wartet, nicht hängen!“
Für die korrekte und standardisierte Verwendung von Kommas gelten Kommaregeln, die in der Grammatik einer Sprache beschrieben werden. Die Kommaregeln für das Deutsche wurden im Zuge der Rechtschreibreform von 1996 mit dem Ziel einer Vereinfachung grundlegend geändert; dabei wurde die Kommasetzung in vielen Fällen freigestellt. In Überarbeitungen des Reformregelwerks in den Jahren 2006 und 2024 wurde die Kommasetzung nochmals modifiziert; vor allem viele Freistellungen wurden mit dem Ziel einer besseren Lesbarkeit zurückgenommen.
Die Kommasetzung unterliegt bei künstlerischen Werken einer größeren Freiheit: In lyrischen Texten kann die Interpunktion (Zeichensetzung) völlig verschwinden, zur besonderen Betonung oder Gliederung verwendet werden oder aber auch selbst Teil eines Sprachspiels sein. Auch epische Texte weisen oftmals eine sehr eigenwillige Kommasetzung auf – als Beispiel sei auf Kleist verwiesen, der die Kommas nicht nach Regeln, sondern nach seinem Gutdünken setzte.
Die Griechen führten bereits in der Rhetorik Begriffe wie Kolon und Komma ein, um allgemein einen Satz bzw. Satzteile zu benennen. Aber es war im 15. Jahrhundert der venezianische Buchdrucker und Verleger Aldus Manutius (der Ältere), der ein Kommazeichen als Satzzeichen in seinen Druckerzeugnissen zu verwenden begann. Für die druckhandwerkliche Gestaltung einer Interpunktion wurden seine Ausgaben der Werke Petrarcas und Bembos unter anderem durch die Formgebung für das Komma zur Markierung von Teilen innerhalb eines Satzes wegweisend. Der Begriff Komma wurde dann zu Beginn der Neuzeit auf das Satzzeichen angewandt, das nun die Sinnabschnitte innerhalb eines Satzes voneinander zu trennen erlaubte. Manutius' Enkel Aldus Manutius der Jüngere legte 1566 zudem ein Satzzeichen-System vor, konsequent angewandt in der Antiqua, dem Schriftsatz für lateinische Texte. Beide hatten ein grundlegendes Verständnis von Satzzeichen als syntaktische Gliederungszeichen und verwendeten auch das Komma erstmals systematisch und einheitlich. Ihre Interpunktion war beispielgebend. Heute hat man im Wesentlichen ihre Vorstellungen übernommen.

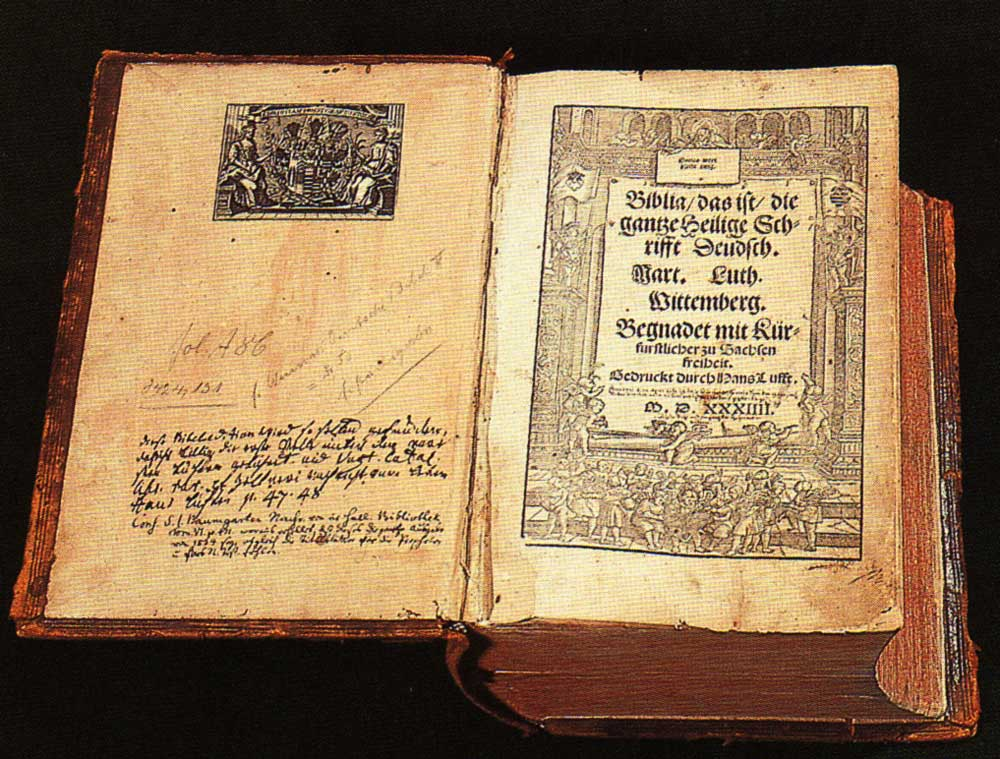
Die erste vollständige Bibelübersetzung von Martin Luther 1534 mit Verwendung der Virgel.

Martin Luther verwendete  bei der Übersetzung der Bibel ins Deutsche in seinen Schriften, wie damals in der Frakturschrift üblich, für allgemeine Trennungen innerhalb von Sätzen statt eines Kommas die Virgel, also einen Schrägstrich, dessen Verwendung aus dem Fraktursatz erst um 1700 endgültig verschwand.
Die technische Revolution des Buchdrucks, durch die sich Druckerzeugnisse leicht vervielfältigen ließen, die zunehmende Lesefähigkeit der Bevölkerung und der Trend in der immer komplexeren Gesellschaft, immer mehr schriftlich festzuhalten, führte zu einer Standardisierung und Homogenisierung der Schriftzeichen, was auch zu einer Verfestigung der grafischen Form des Kommas bei der Verwendung in Druckwerken führte.

## Als Dezimaltrennzeichen
In den meisten europäischen Ländern verwendet man das Komma in der Mathematik in einer Dezimalzahl als Dezimaltrennzeichen. Sollte das Komma zusätzlich als Trennsymbol in Aufzählungen von Dezimalzahlen erscheinen, weicht man, um Verwechslungen mit Dezimalzahlen zu vermeiden, entweder auf das Semikolon aus, oder man setzt nach dem Komma einen deutlich sichtbaren Abstand.
Im englischsprachigen Raum wird das Komma zur Trennung von Tausenderstellen in Zahlen verwendet; die englischsprachige Verwendung von Punkt und Komma in Zahlen ist also gegenüber Deutschland und Österreich umgekehrt.

## Nationale Besonderheiten

### Schweiz
In der Schweiz ist die Verwendung von Punkt oder Komma als Dezimaltrennzeichen uneinheitlich; beide werden üblicherweise immer als „Komma“ gelesen. Auch an den Schulen wird eine nicht einheitliche Praxis verfolgt: Die Schulen des Kantons St. Gallen wie auch des Kantons Zürich lehren beispielsweise den Dezimalpunkt. Es kommt vor, dass in der Unterstufe/Primarschule das Komma (wie es gesprochen wird), ab der Mittelstufe der Punkt gelehrt wird.
In amtlichen Dokumenten des Bundes wird gemäß den Weisungen der Bundeskanzlei grundsätzlich das Komma verwendet, bei Geldbeträgen wird jedoch zwischen der Währungseinheit und der Untereinheit ein Punkt gesetzt. Den Punkt verwendet zudem das Bundesamt für Landestopographie für die Schweizer Landeskoordinaten.
Bei vielen Textverarbeitungsprogrammen ist in der schweizspezifischen Spracheinstellung der Punkt als Dezimaltrennzeichen definiert, auf dem Ziffernblock schweizerischer Tastaturen wird ebenfalls der Punkt verwendet.
Als Tausendertrennzeichen werden aber weder Punkt noch Komma benutzt. Sofern als Tausendertrennzeichen nicht ein Leerzeichen gesetzt wird, kommt dafür der (gerade) Apostroph zur Anwendung.

### Österreich und Südtirol
In Österreich und in Südtirol wird die Bezeichnung „Komma“ nur bei Zahlen verwendet, als Bezeichnung für das Satzzeichen hat sich der Begriff „Beistrich“ etabliert.

### Das Komma im Englischen
Im Englischen gelten etwas andere Kommaregeln als im Deutschen. Eine Besonderheit dort ist etwa das serielle Komma, das in Aufzählungen mit drei oder mehr Aufzählungselementen unmittelbar vor die Konjunktion gesetzt wird, meist also das and („und“). Dies ist zwar keine zwingende Regel, jedoch weitestgehend übliche Praxis.